# Андреј Кириленко
Андреј Генадијевич Кириленко (рус. Андрей Геннадьевич Кириленко; Ижевск, 18. фебруар 1981) бивши је руски кошаркаш. Играо је на позицији ниског крила и крилног центра. Изабран је у 1. кругу (24. укупно) NBA драфта 1999. од стране Јута Џеза.
На Европском првенству у кошарци 2007. године изабран је за најкориснијег играча турнира (MVP) где је Русија освојила златну медаљу.
Познат је под два надимка: АК-47 (Андреј Кириљенко, његов број на дресу је 47), и Иван Драго зато што подсећа на овог филмског лика.
Кириленко је рођен у Ижевску, главном граду Удмуртске републике у Руској федерацији, али је одрастао у Санкт Петербургу. Његова жена Маша, певачица је и кћерка бившег руског репрезентативца Андреја Лопатова. Такође има брата Фјодора.

## Каријера

### Европа
18. јануара 1997, Кириленко је постао најмлађи играч који је заиграо у руској Суперлиги. У дебију за Спартак Санкт Петербург постигао је три поена против Спартак Москве. Кириленко након само годину дана проведених у Спартаку напушта клуб и одлази у ЦСКА Москву. У првој сезони у ЦСКА осваја наслов руског првака и изабран је на руску Ол-Стар утакмицу. На Ол-Стару је још наступио и победио на такмичењу у закуцавању.
Са 18 година и 132 дана, Кириленко је постао најмлађи европски играч који је изабран на NBA драфту. Драфтован је од стране Јута Џез а као 24. избор NBA драфта 1999. године. Међутим, следеће две сезоне остао је у ЦСКА Москви. У сезони 1999/2000. помогао је клубу да освоји прву титулу источноевропске кошаркашке лиге и другу годину заредом титулу руског првака. 23. априла 2000. по други пут у каријери изабран је на руску Ол-стар утакмицу. Поново је наступио на такмичењу у закуцавању и иако је био главни фаворит у освајању такмичења, Кириленко је на крају завршио на другом месту.

### NBA
Кириленко се у сезони 2001/02. придружио Јута Џезу. Изабран је у прву петорку новајлија сезоне. Наметнуо се у једног од понајбољих младих играча и одбрамбених играча NBA лиге. Као резерва биран је на NBA Ол-Стар утакмицу у Лос Анђелесу 2004. године. У сезони 2003/04. био је трећи блокери четврти „крадљивац“ лиге, тиме поставши тек други играч у историји NBA лиге који су били међу најбољих пет у обе категорије (Дејвид Робинсон био је први блокер и пети крадљивац лиге у сезони 1991/92).
Након што се 2003. Џон Стоктон пензионисао и Карл Малон напустио Јута и отишао у Лос Анђелес Лејкерсе, Кириленко је постао вођа екипе. Одиграо је 78 утакмица (од могућих 82) и предводио екипу до скора 42-40. Јута Џез је због једне утакмице (једна победа за улазак у плејоф) пропустила плејоф, па су завршили на 9. месту на Западној конференцији иза Денвер Нагетса. Кириленко је у гласању за одбрамбеног играча године завршио на петом месту, док је у гласању за играча који је највише напредовао завршио на четвртом месту. Проглашен је у најбољу дефанзивну другу петорку лиге, и предводио је Џезере у многим статистичким категоријама: поенима, скоковима, блокадама, укр. лоптама и слоб. бацањима.
Средином сезоне 2004/05. у утакмици против Вошингтон Визардса повредио је десни зглоб руке, због чега је пропустио остатак сезоне. Упркос томе што је одиграо само 41 утакмицу, Кириленко је поново био најбољи блокер лиге и изабран је у најбољу дефанзивну другу петорку лиге. У сезони 2005/06. још је једном био понајбољи блокер и одбрамбени играч лиге. 26. априла 2006. у поразу Јуте од Сакраменто Кингса 91:89, уписао је свој други трипл-дабл сезоне и 10 блокада, што му је рекорд каријере. Кириленко је, наиме, утакмицу завршио са 15 поена, 14 скокова, три асистенције и 10 блокада. На крају сезоне изабран је у најбољу дефанзивну петорку лиге. У просеку је постизао 15,3 поена, 8 скокова, 4,3 асистенција, 1,5 укр. лопти и 3,2 блокаде по утакмици.
Сезона 2006/07. за Кириленка је била најслабија у каријери. Често се налазио под критикама тренера Јуте Џерија Слоуна, бележио је слабије бројке чак и од оних у руки сезони. Томе га је чак његов саиграч Дерон Вилијамс критиковао да је нерадник. У просеку је постизао 8,3 поена и 4,7 скокова по утакмици. Кириленко је желео отићи из Јуте јер није био задовољан системом тренера Џерија Слоана и својом улогом у тиму. Након што је разговарао са генералним менаџером клуба Кевином О'Конором и рекао да жели да оде, од управе клуба није добио ни негативан ни позитиван одговор.
Иако је изјавио да жели бити мењан у било коју другу NBA екипу само да не остане у Јута Џезу, Кириленко је и следеће сезоне остао у саставу екипе. У сезони 2007/08. поправио је све важније статистичке бројке у односу на прошлу сезону и просечно постизао 11 поена, 4,7 скокова, 4 асистенције, 1,2 укр. лопте и 1,5 блокада по утакмици. Највише је поправио свој шут за три који је са лоших 21% поправио на рекордних 38%.

### Повратак у Русију
4. октобра 2011. објављено је да се Кириленко враћа у свој стари тим ЦСКА из Москве. Иако се очекивало да се после завршетка NBA локаута Кириленко врати у NBA он је одлучио да остане у ЦСКА до краја сезоне. Са ЦСКА је стигао до финала Евролиге где су поражени од грчког Олимпијакоса. Кириленко је проглашен за МВП-ја Евролиге у сезони 2011/12. и изабран је у најбољи тим сезоне. У 17 утакмица Евролиге просечно је бележио 14,1 поен и 7,5 за 29,9 минута по утакмици.

### Минесота Тимбервулвси
27. јула 2012, Кириленко је потписао са Минесота Тимбервулвсима. Био је стартно крило и одиграо је 64 утакмице током сезоне 2012/13. Пропустио је 18 утакмица због повреде. Сезону је завршио са просечно 12,4 поена, 5,7 скока и 2,8 асистенције по мечу. Своју најбољу партију имао је 14. новембра 2012. у поразу од Шарлот Бобкетса, када је постигао 26 поена и имао 12 скокова. У јуну 2013. Кириленко је раскинуо уговор са Тимбервулвсима, одрекавши се 10 милиона долара загарантоване зараде, и постао слободан агент.

### Бруклин Нетси
У јулу 2013. Кириленко је потписао двогодишњи уговор са Бруклин Нетсима.

## Репрезентација
Кириленко је дебитовао за репрезентацију Русије на Олимпијским играма 2000. године у Сиднеју где је Русија завршила на 8 месту. Касније је играо на Еуробаскету 2001. где је Русија завршила на 5. месту од 16 тимова. Једино учешће Кириленка на Светским првенствима било је 2002. године на Светском првенству у Индијанаполису где је Русија завршила на 10 месту од 16 тимова. Кириленко је играо на укупно 5 Еуробаскета 2001,2003,2005,2007. и 2011. године. Највећи успех је био 2007. на Европском првенству у Шпанији где је репрезентација Русије освојила златну медаљу а Кириленко проглашен за најкориснијег играча првенства. На Еуробаскету 2011. у Литванији освојио је бронзану медаљу.
Учествовао је још на Олимпијским играма 2008. у Пекингу и Олимпијским играма 2012. у Лондону где је освојио бронзану медаљу.